# Amambaí
Amambaí là một đô thị thuộc bang Mato Grosso do Sul, Brasil. Đô thị này có diện tích 4202,298 km², dân số năm 2007 là 33396 người, mật độ 7,95 người/km².